# Wenezuela na Letnich Igrzyskach Olimpijskich 1948
Wenezuelę na Letnich Igrzyskach Olimpijskich 1948 reprezentował jeden zawodnik.

## Skład kadry

### Kolarstwo
- Julio César León
  - kolarstwo torowe, 1 km ze startu zatrzymanego - 14. miejsce
  - kolarstwo torowe, sprint - odpadł w eliminacjach